# Andeskwartelsnip
De Andeskwartelsnip (Attagis gayi) is een vogel uit de familie der Thinocoridae (Kwartelsnippen). Deze vogel is genoemd naar de Franse natuuronderzoeker Claude Gay (1800-1873).

## Verspreiding en leefgebied
Deze soort komt voor van Ecuador tot zuidelijk Chili en Argentinië en telt drie ondersoorten:
- A. g. latreillii: noordelijk Ecuador.
- A. g. simonsi: van centraal Peru tot noordelijk Chili en noordwestelijk Argentinië.
- A. g. gayi: van Chili en Argentinië tot Tierra del Fuego.

## Externe link

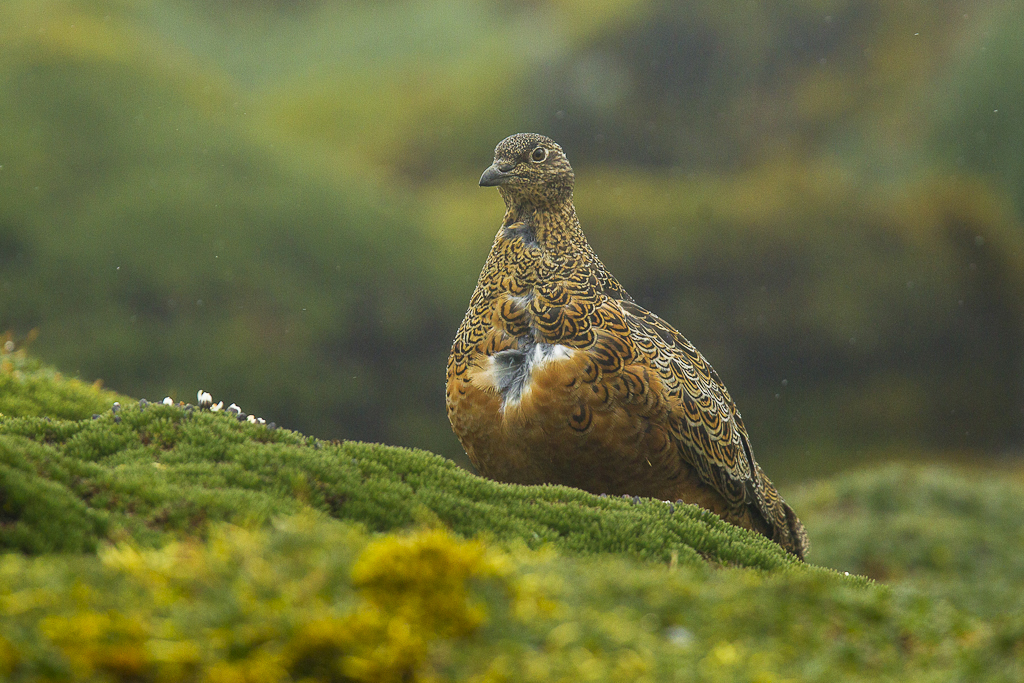